# Nové Sedlice
Nové Sedlice (německy Neu Sedlitz) jsou obec v okrese Opava v Moravskoslezském kraji. Žije zde 500 obyvatel.

## Název
Vesnice byla založena pod jménem Novosědlica - "nově osídlená (ves)". Ještě na začátku třetí třetiny 15. století je jméno doloženo v jednotném čísle (Novosedlice), od konce 15. století je však v zápisech už množné číslo. Po provedení pravidelné hláskové změny ca > ce začalo být jméno chápáno jako množné podle jmen jiných sídel zakončených na -ice, u nichž bylo množné číslo původní. V úředních záznamech se do začátku 20. století užíval v češtině jednoslovný tvar, od roku 1915 se užívá dvojslovné Nové Sedlice. V německých úředních zápisech se střídal jednoslovný (Neusedlitz) a dvojslovný (Neu Sedlitz) tvar.

## Historie
První písemná zmínka o obci pochází z roku 1377. V roce 2010 byla zrekonstruována kaplička Nejsvětější Trojice v centru obce.

## Obyvatelstvo
| Rok            | 1869 | 1880 | 1890 | 1900 | 1910 | 1921 | 1930 | 1950 | 1961 | 1970 | 1980 | 1991 | 2001 | 2011 | 2021 |
| -------------- | ---- | ---- | ---- | ---- | ---- | ---- | ---- | ---- | ---- | ---- | ---- | ---- | ---- | ---- | ---- |
| Počet obyvatel | 424  | 460  | 473  | 432  | 485  | 495  | 530  | 404  | 470  | 427  | 422  | 430  | 466  | 486  | 481  |
| Počet domů     | 51   | 76   | 56   | 57   | 78   | 85   | 95   | 98   | 102  | 101  | 106  | 122  | 133  | 144  | 149  |

## Obecní správa
Mezi lety 1850–1982 Nové Sedlice byl obcí v okrese Opava. Od 1. května 1982 do 31. prosince 1997 patřil jako část obce k Štítině a od 1. ledna 1998 jsou opět samostatnou obcí.

### Obecní symboly
Znak a vlajka byly obci uděleny rozhodnutím předsedy Poslanecké sněmovny Parlamentu České republiky dne 14. ledna 2000.

## Pamětihodnosti
- pozůstatky hradu Přerovec